# アルタシュ・アベギャン
アルタシュ・アベギャン (アルメニア語: Արտաշես Գաբրիելի Աբեղյան 1878年1月1日、ナヒチェヴァン、アスタバード - 1955年3月13日、ミュンヘン) は、アルメニアの文献学者、歴史家、教育者、活動家、そしてアルメニア革命連盟の政治家だった。彼は、1920 年代のアルメニア語正書法改革の背後にいたアルメニア人学者マヌク・アベギャンの甥だった。 彼はネルシア学校を卒業した。 アルメニア第一共和国時代（1918年～1920年）には国会議員を務めた。
1926年から1945年まで、彼はベルリン大学でアルメニア研究の教授を務め、アルメニア学についてドイツ語で多作の著作を残した。 第二次世界大戦中、アベギャンはナチス・ドイツが創設した協力団体であるアルメニシェン・ナショナル・グレミウム（アルメニア国民評議会）をベルリンで率いた。 彼はまた、ANG の新聞に「アザト・ハヤスタン（「自由アルメニア」）」というタイトルで寄稿した。 彼の家は連合軍のベルリン爆撃で破壊され、その後シュトゥットガルトに逃亡した。 彼は 1947 年にミュンヘンに定住し、1955 年に亡くなるまでミュンヘン大学でアルメニア研究を教えた。

## 仕事
- Vorfragen zur Entstehungsgeschichte der Altarmenischen Bibelübersetzungen
- Geschichte Armeniens; ein Abriss
- Ughghagrakan baṛagrkʻoyk
- Pawghikeankʻ Biwzandakan kasrutʻean mēj ew merdzawor hertsuatsayin erewoytʻner Hayastani mēj
- Kʻerovbē Patkanean Dorpatum
- Hay mijnadarean aṛakner
- Dorpati hay usanoghutʻiwně
- Das armenische Volksepos
- Armenien 1940 (neunzehnhundertvierzig)